# Karl-Erik Hult
Gert Karl-Erik Hult, född 18 december 1935 i Lund, död 6 maj 2010 i Lomma, var en svensk fotbollsspelare och tränare. Båda hans bröder, Leif och Nils Hult, var även de professionella fotbollsspelare.
Karl-Erik Hult var från 1959 gift med Erna Hult (född 1935) och hade barnen Anders (född 1961) och Tina (född 1964).

## Spelarkarriär
Hult spelade för GIF Nike.

## Tränarkarriär
Efter sin spelarkarriär blev Hult tränare. Han tränade Landskrona BoIS från 1970 till 1971, Malmö FF från 1972 till 1973, IFK Trelleborg och Lunds BK från 1983 till 1985.

## Meriter
Malmö FF
- Svenska cupen (1): 1973